# 厩務員
厩務員（きゅうむいん）とは、広くは馬の世話をする人のこと。特に競馬においては厩舎に所属し、調教師の指示のもとで担当する競走馬の身の回りの世話を行う者をいう。

## 日本の競馬における厩務員
具体的な仕事は、飼葉の世話、馬房の清掃、寝藁の準備、馬装（鞍や頭絡等の装着）、レースや調教の前後の運動（ウォーミングアップやクールダウン）、馬体の洗浄、競走馬の健康管理などである。かつては馬手（ばしゅ）、馬丁（ばてい）、別当（べっとう）などとも呼ばれた。

### 所属
日本の場合、中央競馬と地方競馬で扱いが異なる。
中央競馬
厩務員になるためには競馬学校で半年間の厩務員課程を履修することが必須となっている。その後、厩舎から声がかかり、その厩舎に雇われるというのが一般的である。
中央競馬の厩務員は美浦トレーニングセンターもしくは栗東トレーニングセンターにおいて競走馬の世話をする。具体的には、担当馬の飼い葉や寝わらなどの管理や馬の手入れなどを行っている。厩務員は競走馬の引き運動など軽度の運動程度はできるものの、騎乗して調教コースで調教することは禁止となっており、コース調教などは騎手もしくは調教助手・調教師の役目となっている。ただし、調教厩務員の資格を取れば担当馬（中央競馬においては一部の例外を除き最大2頭まで）を調教騎乗することができる。
地方競馬
厩務員となるための特別の試験等は存在せず、厩舎から直接雇用される。地方競馬教養センターに厩務員課程が存在し厩務員の養成を行っている。

### 持ち乗り制度
中央競馬においては、調教（専用の馬場で人が競走馬に跨って運動をさせること）は本来調教助手や騎手などが行う仕事であるが、上記の通り厩務員であっても資格を取得すれば行うことができる。調教を行うことができる厩務員のことを調教厩務員、あるいは持ち乗り厩務員という。
厩務員が1 - 2頭の担当競走馬をもち、厩務作業と調教とをあわせて行う制度を持ち乗り制度という。この制度のメリットとしては、
1. 調教を行うことの出来る人数が増えるため、厩舎全体で一定時間内に行うことのできる調教の量が増加する。当然、競走馬の運動量も増える。
2. 厩務員が調教助手や騎手のスケジュールに合わせることなく自らの裁量で厩務員作業と調教の2つの作業を行うことができるため、合理的な競走馬の管理が可能になる

といったことが挙げられる。一方デメリットとしては、
1. 厩務員の労働量が増える。
2. 持ち乗り厩務員が優遇される結果、一般の厩務員が疎外され、労働条件の悪化を招く。

といったことが挙げられる。
関西（栗東トレーニングセンター）では1980年代に持ち乗り制度が導入されたが、関東（美浦トレーニングセンター）では厩務員の労働組合の反発が強く導入が遅れ、また導入後も1厩舎4人までという制限が設けられた。1980年代を境にして関西の厩舎所属の競走馬が関東の厩舎所属の競走馬を成績面で圧倒するようになった、いわゆる「西高東低」の原因として、坂路などの施設面の他にも、持ち乗り厩務員を巡る制度の違いによって競走馬の運動量に大きな差がついた事が一因とされる。
なお関東ではその後、持ち乗り厩務員の人数制限は維持しつつ、人数制限のない、厩務作業を行うことのできる調教助手（持ち乗り調教助手）の制度を導入することでこの問題の解決を試みている。

### 行動の制限
競馬法により、厩務員は勝馬投票券の購入などが制限される。2020年、高知県警察が高知競馬に所属する厩務員の男を競馬法違反容疑で逮捕した例などがある。

## 米国の競馬における厩務員
米国の競馬における厩務員はグルームと呼ばれるが、厩舎のスタッフは業務が細分化されており、グルームには担当馬ではなく担当馬房が割り当てられるなど日本の厩務員とは若干異なる。
米国ではリーディング上位の調教師は全米各地に厩舎をもっており、各所を回るため通常はアシスタントトレーナーが調教師を補佐している。その下にフォアマン（Foreman）がおり、飼料の配合を調整したり与える作業はフォアマンが行っている。
フォアマンの下にグルームやホットウォーカーといったスタッフがいる。

### 業務
日本語で「厩務員」と訳されるグルームは、馬房のボロ出し、馬の手入れ、馬装、厩舎肢巻の装着などを業務とする。馬を洗う際には引き馬手にあたるホットウォーカーが馬を持ち、グルームが洗う作業を行う。例外的にパドックに引き入れる業務はグルームが行う。レースに立ち会った際には報酬が出るが、日本の厩務員とは異なり進上金はもらえない。

### ホットウォーカー
米国ではグルーム（厩務員）とは別に引き馬手にあたるホットウォーカー（Hot Walker）と呼ばれるスタッフがおり、競走馬の調教後の引き運動などを主な仕事としている。レースに立ち会った際には報酬が出るが、グルームと同じく進上金はもらえない。